# Рошлово
Рошлово или Доганджи, Довандже (на гръцки: Γερακαριό, Геракарио, на катаревуса: Γερακαριόν или Γερακάρειον, Геракарион, до 1926 година Δογάντζα, Догандза) е село в Егейска Македония, Гърция, дем Кукуш (Килкис) на административна област Централна Македония. Според преброяването от 2001 година селото има население от 243 души.

## География
Селото е разположено в планината Круша (Крусия или Дисоро).

## История
Край Рошлово е разкрито антично селище, обявено в 1937 и в 1986 година за защитен паметник.

### В Османската империя
През XIX век Рошлово е село в казата Аврет Хисар (Кукуш) на Османската империя. Според „Етнография на вилаетите Адрианопол, Монастир и Салоника“, издадена в Константинопол в 1878 година и отразяваща статистиката на населението от 1873 година, в Рошлово (Rochlovo) има 60 домакинства с 40 жители мюсюлмани и 225 българи. Според статистиката на Васил Кънчов („Македония. Етнография и статистика“) в 1900 година Рошлово (Дувандже) има 270 жители българи християни и 85 турци.
В Рошлово пуска корени кукушката уния, но в 1900 година селото се отказва от нея и става екзархийско. Българският търговски агент в Солун Атанас Шопов и секретарят на агентството Недялко Колушев пишат:
| „ | Не е истина, че селата Алексово и Рошлово (Доганджий) са се отказали от унията по причина на преследвания и терор от страна на някакви си разбойнически чети; отказванието на тия две села, тъй и на селата Беглерия и Калиново е станало по причина, че български черковни власти са запретили на православните българи да се сродяват, т.е. да вземат или да дават моми от и на униатите, да им венчават и кръщават или да приемат от тях кърстници и кумове и пр. А не трябва да се изпуска от предвид, че всичките села в каазата, цялото население е българско православно, само в казаните четири села е имало 10-15 униатски къщи. | “ |

Цялото население на селото е под върховенството на Българската екзархия. По данни на секретаря на екзархията Димитър Мишев („La Macédoine et sa Population Chrétienne“) в 1905 година в Рошлово (Rochlovo) има 360 българи екзархисти и в селото работи българско училище.
По данни на католическия свещеник Ван ден Пукхейд селото е изгорено от гръцки военни през Междусъюзническата война.

### В Гърция
След Междусъюзническата война селото попада в Гърция. В 1926 година името на селото е променено на Геракарион.
| Име      | Име      | Ново име | Ново име | Описание                              |
| -------- | -------- | -------- | -------- | ------------------------------------- |
| Пелити   | Πελίτι   | Пелапис  | Πελάτης  | възвишение на ЮИ от Рошлово (426 m)   |
| Доганджа | Δογάντζα | Гераки   | Γεράκι   | възвишение на СИ от Рошлово (489,6 m) |
| Асар     | Άσάρ     | Кофто    | Κοφτό    |                                       |

## Личности
Родени в Рошлово
- Христо Митов Голиев, служил в 5-а погранична дружина в Българската армия, загинал през Първата световна война[11]

Други
- Костадин Гугов (1935 - 2004), български народен певец, по произход от Рошлово